# Martina Treger
Martina Treger (* 1963) ist eine deutsche Schauspielerin, Synchronsprecherin sowie Sprecherin von Hörspielen und Hörbüchern.

## Werdegang
Martina Treger ist seit Ende der 1980er Jahre als Synchronsprecherin tätig und sprach bislang über 1000 Synchronrollen ein. Sie hat ihre Stimme u. a. schon Sharon Stone, Carrie-Anne Moss, Queen Latifah und Deborah Kara Unger geliehen. Zudem las Treger unter anderem mehrere Romane von Sandra Brown als Hörbücher ein und war auch in Hörspielen aktiv.

## Synchronrollen (Auswahl)
Carrie-Anne Moss
- 1999: Matrix als Trinity
- 2000: Chocolat – Ein kleiner Biss genügt als Caroline Clairmont
- 2003: Matrix Reloaded als Trinity
- 2003: Matrix Revolutions als Trinity
- 2004: Suspect Zero – Im Auge des Mörders als Fran Kulok
- 2005: Glück in kleinen Dosen als Jerri Falls
- 2006: Der Geschmack von Schnee als Maggie
- 2007: Disturbia als Julie
- 2008: Zurück im Sommer als Kelly Hanson
- 2010: Unthinkable – Der Preis der Wahrheit als Agent Helen Brody
- 2019: Kommissar Wisting als Maggie Griffin
- 2021: Matrix Resurrections als Trinity
- 2024: The Acolyte als Indara

Catherine Keener
- 1998: Out of Sight als Adele Delisi
- 1999: 8mm – Acht Millimeter als Amy Welles
- 2004: Jungfrau (40), männlich, sucht … als Trish Piedmont
- 2005: Die Dolmetscherin als Dot Woods
- 2008: Synecdoche, New York als Adele Lack
- 2010: Cyrus als Jamie
- 2011: Die Tochter meines besten Freundes als Paige Walling
- 2013: Jackass: Bad Grandpa als Ellie

Deborah Kara Unger
- 1996: Crash als Catherine Ballard
- 2002: Zwischen Fremden als Catherine
- 2003: Emile als Nadia
- 2004: Lovesong for Bobby Long als Georgianna
- 2006: Silent Hill als Dahlia Gillespie
- 2007: 88 Minutes als Carol
- 2010: Dein Weg als Sarah
- 2012: Die dunkle Wahrheit als Morgan Swinton

Gina Gershon
- 1999: Black and White als Nora ‘Hugs’ Hugosian
- 2004: Out of Season als Eileen Phillips
- 2007: P.S. Ich liebe Dich als Sharon McCarthy
- 2010: Fünf Minarette in New York als Maria
- 2011: Killer Joe als Sharla Smith
- 2014: The Scribbler als Cleo

Joely Richardson
- 1993: Lady Chatterley als Lady Chatterley
- 1996: Hollow Reed – Lautlose Schreie als Hannah Wyatt
- 1997: Event Horizon – Am Rande des Universums als Lt. Starck
- 2013: Der Teufelsgeiger als Ethel Langham
- 2014: Vampire Academy als Königin Tatiana

Lili Taylor
- 1993: Arizona Dream als Grace Stalker
- 1994: Mrs. Parker und ihr lasterhafter Kreis als Edna Ferber
- 1997: Subway Stories als Belinda
- 1998: The Impostors – Zwei Hochstapler in Not als Lily
- 2002: Live aus Bagdad als Judy Parker
- 2009: Public Enemies als Sheriff Lillian Holley
- 2012: The Courier als Mrs. Capo

Octavia Spencer
- 2011: The Help als Minny Jackson
- 2012: Smashed als Jenny
- 2016: Hidden Figures – Unerkannte Heldinnen als Dorothy Vaughan
- 2017: Shape of Water – Das Flüstern des Wassers als Zelda Delilah Fuller
- 2020: Die fantastische Reise des Dr. Dolittle als Dab-Dab
- 2020: Onward: Keine halben Sachen als Der Manticore

Queen Latifah
- 1991: Der Prinz von Bel-Air (Fernsehserie) als Dee Dee
- 1996: Set It Off als Cleopatra ‘Cleo’ Sims
- 1998: Wachgeküßt als Liz Bailey
- 2002: Die Country Bears – Hier tobt der Bär als Cha–Cha
- 2003: Scary Movie 3 als Tante Shaneequa
- 2004: Barbershop 2 als Gina
- 2005: Beauty Shop als Gina Norris
- 2006: Schräger als Fiktion als Penny
- 2007: Hairspray als Motormouth Maybelle
- 2008: Mad Money als Nina Brewster
- 2008: Love Vegas als Dr. Twitchell
- 2010: Just Wright als Leslie Wright
- 2011: Dickste Freunde als Susan Warner
- 2012: Steel Magnolias als M’Lynn
- 2012: 30 Rock (Fernsehserie) als Regina Bookman
- 2014: 22 Jump Street als Mrs. Dickson
- 2015: Bessie als Bessie Smith
- 2016: Himmelskind als Angela
- 2021: The Equalizer (Fernsehserie, 2021) als Robyn McCall

Sharon Stone
- 1994: The Specialist als May Munro
- 1995: Casino als Ginger McKenna
- 1996: Diabolisch als Nicole Horner
- 1998: Sphere – Die Macht aus dem All als Dr. Elizabeth „Beth“ Halperin
- 1998: Antz – Ameisen als Prinzessin Bala
- 1999: Simpatico als Rosie Carter
- 2000: Beautiful Joe als Hush
- 2003: Cold Creek Manor – Das Haus am Fluss als Leah Tilson
- 2004: Catwoman als Laurel Hedare
- 2006: Alpha Dog – Tödliche Freundschaften als Olivia Mazursky
- 2007: Desires of a Housewife – Menschen am Abgrund als Karen Fields
- 2009: Streets of Blood als Nina Ferraro
- 2011: Largo Winch II – Die Burma Verschwörung als Diane Francken
- 2012: Border Run – Tödliche Grenze als Sofie Talbot
- 2013: Lovelace als Dorothy Boreman
- 2020: Ratched als Lenore Osgood
- 2022: The Flight Attendant als Lisa Bowden

Viola Davis
- 2010: Trust – Die Spur führt ins Netz als Gail Friedman
- 2014–2020: How to Get Away with Murder als Professor Annalise Keating, J.D.
- 2015: Blackhat als Carol Barrett
- 2016: Suicide Squad als Amanda Waller
- 2018: Widows – Tödliche Witwen als Veronica Rawlings
- 2020: Ma Rainey’s Black Bottom als Ma Rainey
- 2021: The Suicide Squad als Amanda Waller
- 2022: Black Adam als Amanda Waller
- 2022: Peacemaker als Amanda Waller
- 2022: The First Lady als Michelle Obama
- 2023: Air: Der große Wurf als Deloris Jordan
- 2024: Kung Fu Panda 4 als Das Chamäleon

### Filme
- 1988: Jacquelyn Masche in Nightmare on Elm Street 4 als Mrs. Crusel
- 1995: Famke Janssen in James Bond 007 – GoldenEye als Xenia Zirgavna Onatopp
- 1995: Cindy Crawford in Fair Game als Kate McQuean
- 1996: Janet Gunn in The Quest – Die Herausforderung als Carrie Newton
- 1997: Loretta Devine in Harlem, N.Y.C. – Der Preis der Macht als Pigfoot Mary
- 1997: Angie Everhart in The Stuntdriver als Lacey
- 1997: Hazelle Goodman in Harry außer sich als Cookie
- 1998: Rebecca De Mornay in The Last Bandit als Det. Louise Petrone
- 1998: Famke Janssen in Octalus – Der Tod aus der Tiefe als Trillian St. James
- 1999: Lorelei King in Notting Hill als Karen
- 2000: Linda Fiorentino in Ein ganz gewöhnlicher Dieb – Ordinary Decent Criminal als Christine Lynch
- 2000: Jennifer Tilly in Dancing at the Blue Iguana als Jo
- 2000: Connie Nielsen in Mission to Mars als Terri Fisher
- 2000: Lisa Edelstein in Glauben ist alles! als Ali Decker
- 2000: Bonnie Hunt in Zurück zu Dir als Megan
- 2001: Olivia Williams in Lucky Break – Rein oder raus als Annabel Sweep
- 2002: Anne Heche in John Q – Verzweifelte Wut als Rebecca Payne
- 2003: Emma Wiklund in Taxi 3 als Petra
- 2004: Rossy de Palma in Der Partykönig von Ibiza als Pilar
- 2004: Regina King in Ray als Margie Hendricks
- 2004: Mo’Nique in Soul Plane als Jamiqua
- 2004: Die chinesischen Schuhe (Dokumentarfilm – Sprecherin)
- 2004: Karen Mok in In 80 Tagen um die Welt als General Fang
- 2004: Tasha Smith in Keine halben Sachen 2 – Jetzt erst recht! als Jules Figueroa
- 2005: Elizabeth Peña in Transamerica als Margaret
- 2005: Mo’Nique in Shadowboxer als Precious
- 2005: Michelle Duquet in Im Bann der schwarzen Witwe als Felicia Cavanaugh
- 2007: Oprah Winfrey in Ocean’s 13 als Oprah Winfrey
- 2008: Oprah Winfrey in Der Love Guru als Oprah Winfrey
- 2008: Lynda Boyd in Another Cinderella Story als Evie Parker
- 2008: Barbara Eve Harris in The Midnight Meat Train als Detective Lynn Hadley
- 2009: Oprah Winfrey in Wenn Liebe so einfach wäre als Oprah Winfrey (im Fernsehen)
- 2011: Belita Moreno in Gregs Tagebuch 2 – Gibt’s Probleme? als Mrs. Norton
- 2011: Yasmin Lee in Hangover 2 als Kimmy
- 2012: Pam Grier in The Man with the Iron Fists als Jane
- 2012: Barbara Eve Harris in Zeit zu leben als Mrs. Haney
- 2013: Camryn Manheim in Ein Kandidat zum Verlieben als Colleen Pickering
- 2014: Jenifer Lewis in Denk wie ein Mann 2 als Loretta Hanover
- 2014: Siobhan Fallon Hogan in Camp Fred als Fred’s Mom
- 2014: Mary Scheer in Die Pinguine aus Madagascar als Alice
- 2015: Oprah Winfrey in The Program – Um jeden Preis als Oprah Winfrey
- 2015: Rosie O’Donnell in Pitch Perfect 2 als Rosie O’Donnell
- 2015: Michelle Forbes in Die Tribute von Panem – Mockingjay Teil 2 als Lt. Jackson
- 2016: Ana in Overwatch als Ana
- 2016: Fuschia in Zoomania als Ausbilderin auf der Polizeiakademie
- 2016: Sherri Shepherd in Ride Along: Next Level Miami als Cori
- 2016: Wanda Sykes in Bad Moms als Dr. Karl
- 2017: Wanda Sykes in Bad Moms 2 als Dr. Karl
- 2019: Angelique Perrin in Star Wars: Der Aufstieg Skywalkers als Adi Gallia
- 2025: CCH Punder in Die nackte Kanone als Chief Davis

### Serien
- 2000–2006: Jane Kaczmarek in Malcolm mittendrin als Lois
- 2001: Colleen Quinn in Emergency Room – Die Notaufnahme als Melissa Walker
- 2005–2013: Phyllis Smith in The Office als Phyllis Lapin[1]
- 2007: Jacqueline Williams in Prison Break als Sue Parsons
- 2007: Rusty Schwimmer in Desperate Housewives als Toni
- 2007–2010: Camryn Manheim in Ghost Whisperer – Stimmen aus dem Jenseits als Delia Banks
- 2008–2012: Mary Scheer in Die Pinguine aus Madagascar als Alice
- 2009: Pooky Quesnel in Skins – Hautnah als Claire
- 2009–2014 CCH Pounder in Warehouse 13 als Mrs. Irene Frederick
- 2009–2014: Angelique Perrin in Star Wars: The Clone Wars als Adi Gallia
- 2009–2016 Tamala Jones in Castle als Lanie Parish
- 2010–2023: Navy CIS: L.A. für Alicia Coppola als Lisa Rand
- 2012: Stephanie Erb in Desperate Housewives als Debbie
- 2013–2015: Rosie O’Donnell in The Fosters als Rita Hendricks
- 2014: Transformers: Prime als Arcee
- 2015: Aunjanue Ellis in Quantico als Miranda Shaw
- 2017: Lupita Nyong’o in Star Wars: Die Mächte des Schicksals als Maz Kanata
- 2018: Ainhoa Santamaría in Élite als Inspectora
- 2019: Mieke De Groote in Die zwölf Geschworenen als Mai
- 2020–2022: Rosie Perez in The Flight Attendant als Megan Briscoe
- 2021: Idefix und die Unbeugsamen als MonaLisa
- 2024: Grey Griffin in Star Wars: Die Abenteuer der jungen Jedi als Maz Kanata
- 2024: Marina Foïs in Furies (Netflix) als Selma
- 2024: Angela Robinson in Lady in the Lake als Myrtle Summer

### Computerspiele
- 2014: Shyvana in League of Legends
- 2014: Dragon Age: Inquisition als Vivienne
- 2016: Ana Amari in Overwatch[2]
- 2017: Apollyon in For Honor[3]
- 2020: Rogue in Cyberpunk 2077

## Hörspiele und Hörbücher (Auswahl)
- 2003–2010: Geisterjäger John Sinclair 2000er Edition: als Asmodina (Hörspielserie, Folge 22 – 62)
- 2006–2007 (BookBeat: 2017): Star Wars: Labyrinth des Bösen (Hörspiel nach dem gleichnamigen Roman von James Luceno, Buch und Regie: Oliver Döring) als Stass Allie. ISBN 978-3-8291-2087-6
- 2012: Sandra Brown: Sündige Gier, Hörbuch, Random House Audio, ISBN 978-3-8371-1103-3 (ungekürzte Fassung: Audible)
- 2013: Sandra Brown: Blinder Stolz, Hörbuch, Random House Audio, ISBN 978-3-8371-1798-1
- 2014: Sandra Brown: Kalter Kuss, Hörbuch, Random House Audio, ISBN 978-3-8371-2880-2
- 2015: Die drei ???, Folge 177: Der Geist des Goldgräbers (Hörspiel, als Holly)
- 2015: Bibi Blocksberg, Folge 113 : Die Hexprüfung (Hörspiel, als Akkurata)
- 2019: Sandra Brown: Verhängnisvolle Nähe, Hörbuch, Random House Audio, ISBN 978-3-8371-4752-0
- 2019: Christine Brand: Blind (Hörbuch-Download, Milla Nova ermittelt 1), Random House Audio, ISBN 978-3-8371-4616-5
- 2019 (Audible): Grievous' Hinterhalt / Der Deserteur (Star Wars: The Clone Wars), als Adi Gallia (Hörspiel)
- 2020: Sandra Brown: Sein eisiges Herz, Hörbuch, Random House Audio, ISBN 978-3-8371-5250-0
- 2021: S. K. Tremayne: Augen ohne Licht (Hörbuch-Download), Audiobuch Verlag OHG, ISBN 978-3-95862-746-8 (Audible)
- 2021: Sandra Brown: Dein Tod ist nah, Hörbuch, Random House Audio, ISBN 978-3-8371-5687-4
- 2022: Sandra Brown: Vertrau ihm nicht, Hörbuch, Random House Audio, ISBN 978-3-8371-6261-5
- 2023: Ilka Piechowiak: Jetzt bin ich mal dran. Wie ein selbstbestimmtes Leben gelingt, Hörbuch, MP Verlag & Audible
- 2023: Bibi Blocksberg, Folge 147: Rettung der Junghexeninsel (Hörspiel) als Irmgard Irrlicht
- 2024: Kung Fu Panda 4. Das Original-Hörspiel zum Kinofilm, Edelkids Verlag & BookBeat
- 2025: C.J. Tudor: Die Kolonie, der Hörverlag & Audible, ISBN 978-3-8445-5278-2 (Thriller)